# Kotla Musa Khan
Kotla Musa Khan – miejscowość w Pakistanie, usytuowana 80 km na południe od okręgu Bahawalpur. Znajduje się 15 km od tehsilu Ahmed Pur East. Liczba mieszkańców ok. 10 tys.